# Ленцумо (Тренто)
Ленцумо је насеље у Италији у округу Тренто, региону Трентино-Јужни Тирол.
Према процени из 2011. у насељу је живело 317 становника. Насеље се налази на надморској висини од 777 м.